# Relações entre Estados Unidos e Japão

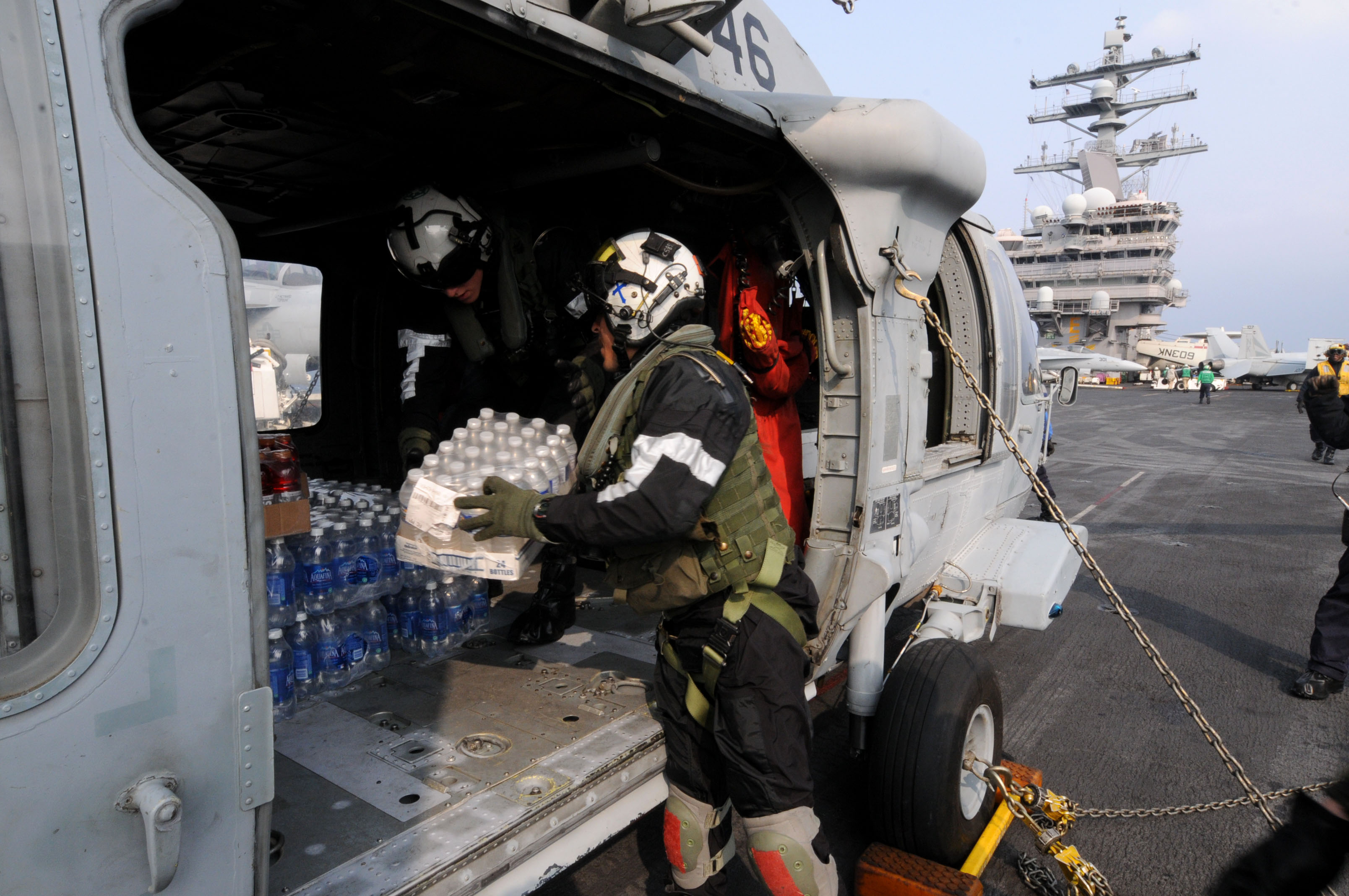
Membros da Marinha dos Estados Unidos transferem suprimentos humanitários de um porta-aviões para um helicóptero, após o Sismo e tsunami de Tohoku de 2011.

As relações entre Estados Unidos e Japão são as relações diplomáticas estabelecidas entre ambos os países. Estas relações são muito fortes, devido aos laços históricos, políticos e culturais. Os Estados Unidos consideram o Japão como um dos seus aliados mais próximos, e os japoneses por sua vez, já expressaram o seu apreço pelo apoio consistente dos norte-americanos na Ásia Oriental.
A aliança entre os Estados Unidos e o Japão constitui a pedra angular dos principais interesses de segurança dos Estados Unidos na Ásia e é fundamental para a estabilidade regional e a prosperidade. Apesar das mudanças no cenário estratégico pós-Guerra Fria, esta aliança continua a se basear na partilha de interesses vitais e valores. Estes incluem a estabilidade na região Ásia-Pacífico, a preservação e a promoção das liberdades políticas e econômicas, o apoio aos direitos humanos e às instituições democráticas, e a garantia de prosperidade para o povo de ambos os países e à comunidade internacional como um todo.
O Japão oferece bases militares e apoio financeiro e material às forças americanas mobilizadas, que são essenciais para manter a estabilidade na região. Os Estados Unidos mantém atualmente cerca de 50.000 soldados no Japão, metade dos quais estão estacionados em Okinawa.

## História
No início do século XIX, os comerciantes americanos na China se interessaram em ampliar as suas atividades para o Japão. Neste momento, no entanto, os xoguns que governavam o Japão haviam implementado uma política de fronteiras fechadas, o que tornou muito difícil a interação entre os cidadãos norte-americanos e os japoneses. Houve, no entanto, casos isolados de interação. Em meados de 1850, uma combinação de interesses crescentes dos Estados Unidos na expansão de uma presença regional e as mudanças internas no Japão provocaram uma abertura dramática nas relações.